# Château de la Tour-Blanche

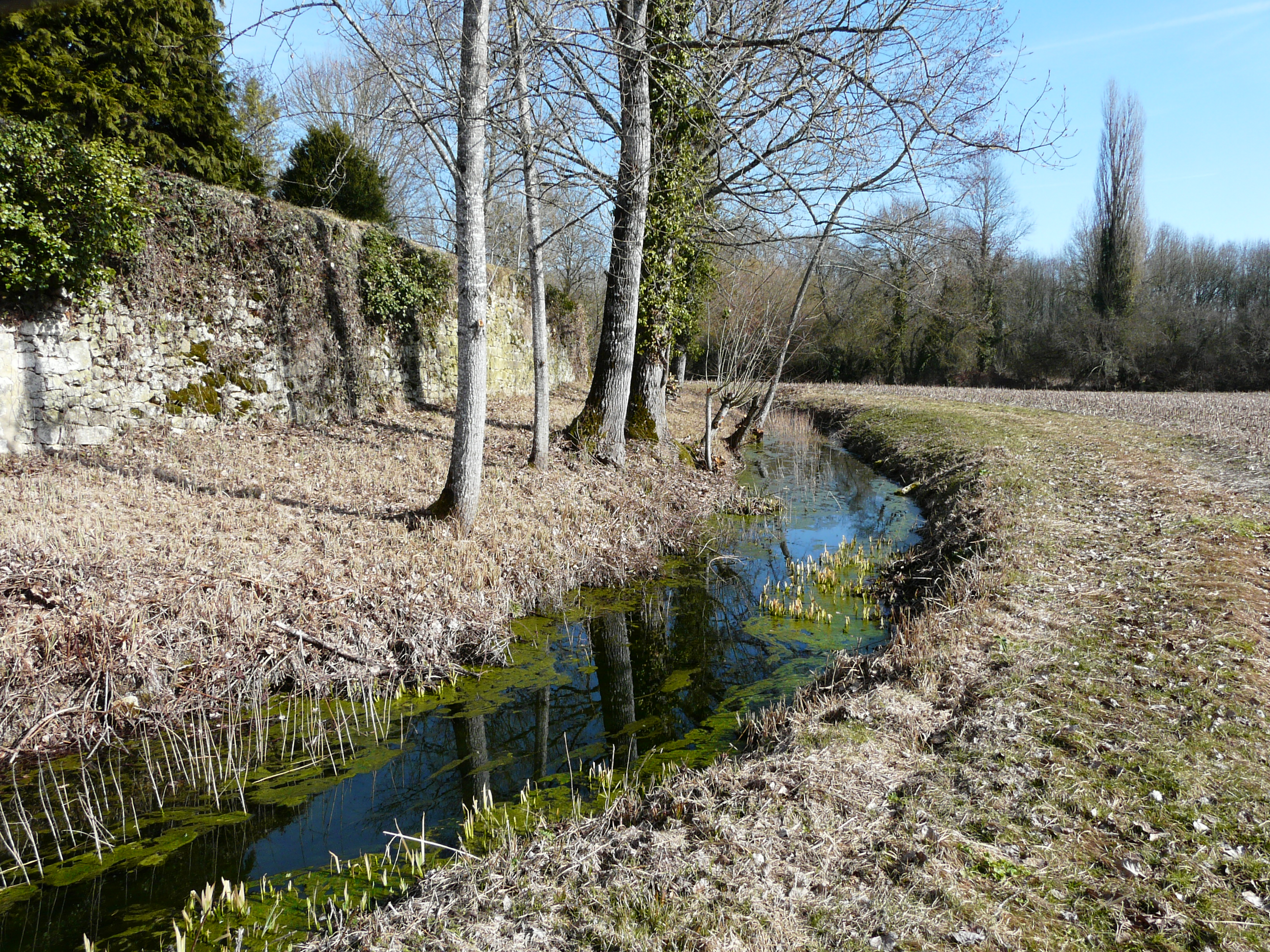
La Julie au pied du château de La Tour-Blanche.

Le château de la Tour-Blanche est un château fort en ruines situé sur la commune de La Tour-Blanche-Cercles (France). 

## Localisation
Le château est situé sur la commune de La Tour-Blanche-Cercles dans le département de la Dordogne, en région Nouvelle-Aquitaine. 

## Description
Les ruines du château de la Tour-Blanche dominent le village à l'est et culminant à 150 m. Il ne reste du château fort qu'une grande tour carrée érigée en pierre blanche, un mur de courtine et une tour secondaire bâtis sur une motte remplaçant vraisemblablement un fortin en bois[réf. souhaitée].

## Historique
Les guerres de Religion furent fatales au château en 1569 et lors du siège de la ville en 1652 pendant la Fronde.
Le château fut confisqué et vendu comme bien national en 1794.
Les ruines du château sont classées au titre des monuments historiques depuis le 20 novembre 1906,.
Dans la nuit du 11 au 12 octobre 2015, un incendie a détruit toute la partie habitée de l'aile sud, faisant un mort,,.